# Ectemnius borealis
Ectemnius borealis är en stekelart som först beskrevs av Zetterstedt 1838.  Ectemnius borealis ingår i släktet Ectemnius, och familjen Crabronidae. Arten är reproducerande i Sverige.